# نیکیتا دراگون
نیکیتا دراگون (به انگلیسی: Nikita Dragun) (زاده ۳۱ ژانویهٔ ۱۹۹۶) یوتیوبر، چهره‌پرداز و مدل آمریکایی است.
او یک زن ترنس است.